# Аравански језици
Аравански језици су породица језика којима се говори на западу Бразила и југоистока Перуа.

## Подела
Аравански језици се састоје од следећих језика:
1. Аравски језик (језик народа Арава) (†)
2. Кулински језик (језик народа Кулина-Мадиха)
3. Денски језик (језик народа Дени)
4. Мадијски језик (или канамантски језик)
4.а. Јамамадски дијалекат (дијалекат народа Јамамади или Жамамади)
4.б. Јараварски дијалекат (дијалекат народа Јаравара или Жаравара)
4.в. Банавски дијалекат (дијалекат народа Банава или Кутија)
5. Паумарски језик (језик народа Паумари)
6. Зуруашки језик (језик народа Зуруаха)